# Armored Assault Tank
De Armored Assault Tank (of AAT) is een 9,5 meter lang militair voertuig uit de Star Wars saga. De AAT is gebouwd voor de Handelsfederatie (Trade Federation).
De AAT is een zwevende tank (repulsorlift)van de Handelsfederatie die met 3 soorten bewapening schiet, waaronder laser kanonnen en energie-raketten. Hij biedt plaats aan zes Battle Droids die op de tank kunnen gaan zitten en de bemanning van de AAT bedraagt vier battle droids. 
De AAT is gebruikt tijdens de Slag om Naboo en tijdens de Kloonoorlogen.